# Sozialschmarotzer
Sozialschmarotzer ist ein seit etwa Ende der 1970er Jahre verwendetes pejoratives Schlagwort für einen Einzelnen oder eine Gruppe von Menschen, dem bzw. der von anderen Gesellschaftsmitgliedern vorgeworfen wird, Sozialleistungen in Anspruch zu nehmen und damit eine andere soziale Gruppe (z. B. einen Sozialstaat oder eine Solidargemeinschaft) „auszubeuten“. Zunächst wurde der Begriff in Zusammenhang mit sogenannten „Scheinasylanten“ verwendet, nach der Einschränkung des Asylrechts 1993 auch in der Debatte um Sozialhilfeempfänger und andere Gruppierungen.
Gelegentlich wird die Bezeichnung polemisch in Medien und politischen Debatten allgemein auf Arbeitslose, Sozialhilfeempfänger, Langzeitstudenten, Asylbewerber oder auch Kinderreiche erweitert. Seltener werden, wie 1995 in der Titelgeschichte Das süße Leben der Sozialschmarotzer des Magazins Focus, auch Leute als „Sozialschmarotzer“ bezeichnet, die notwendigerweise, wie etwa aus gesundheitlichen Gründen, aufgrund hohen Lebensalters oder aus Verfolgung auf soziale Hilfe angewiesen sind. Ebenso werden Personen oder Unternehmen, die angeblich oder tatsächlich unberechtigt staatliche Transferleistungen erhalten (Leistungsmissbrauch bzw. Sozialhilfemissbrauch) oder die Schwarzarbeit und Steuerhinterziehung sowie -vermeidung begehen, so bezeichnet.
2001 wurde in Deutschland der Begriff im Zuge der sogenannten „Faulheitsdebatte“ (Gerhard Schröder: „Es gibt kein Recht auf Faulheit in unserer Gesellschaft“) im Rahmen der Hartz-Gesetzgebung verwendet. Auch in früheren Jahren initiierten Politiker oder gesellschaftliche Gruppierungen nach 2001 veröffentlichten Studien von Oschmiansky, Kull und Schmid (Wissenschaftszentrum Berlin für Sozialforschung) derartige Debatten, insbesondere bei steigender Arbeitslosigkeit bzw. vor Wahlen wie in den Jahren 1975, 1993 und 2001.
Kritiker werfen einigen Medien vor, durch Medienberichte zu Einzelfällen Stimmungen zu schüren und so in Teilen der Öffentlichkeit Sozialneid zu erzeugen sowie den Sozialstaat zu diskreditieren. „Sozialschmarotzern“ werde unterstellt, dass sie die Strategie des Parasitismus auf das soziale Gefüge anwendeten, d. h., sich auf Kosten eines „Wirtes“ zu ernähren, ohne notwendigerweise darauf angewiesen zu sein. Der Biologismus ist gleich in zweifacher Hinsicht fehlerhaft, da Parasitismus ausschließlich auf das Ausbeuten anderer Arten bezogen ist.